# Амбака, Вилли
Уильям Амбака Ндаяра (англ. William Ambaka Ndayara, родился 14 мая 1990 в Вунданьи) — кенийский регбист, винг сборной Кении по регби-7. Участник летних Олимпийских игр 2016 года и 2020 года в составе сборной Кении по регби-7.

## Игровая карьера

### Клубная
Ндаяра учился в Кенийском методистском университете по специальности «управление бизнесом», дебютировал в регби в 2010 году, играя за команду «Кения Харлекуин». В сезоне 2013/2014 он заключил профессиональный контракт с французским клубом «Лион», игравшим в Про Д2, и стал первым кенийцем в этом чемпионате (в Топ-14 и Про Д2 прежде кенийские регбисты не играли никогда). За 10 матчей он занёс 6 попыток, принеся клубу выход в Топ 14 сезона 2014/2015.
31 июля 2014 года Амбака стал игроком южноафриканского клуба «Уэстерн Провинс» из Премьер-дивизиона Кубка Карри 2014 года. За команду, однако, он сыграл только 9 матчей в 2015 году в Кубке Vodacom: из-за травмы лодыжки он пропустил весь сезон 2014 года.
В 2021 году подписал однолетний контракт с российским клубом «Нарвская Застава». Выступая в России, Амбака повредил левый глаз во время игры, частично потеряв зрение на нём. В 2022 году выступал в Первом дивизионе Кубка Карри за кенийскую команду «Симбас».[уточнить]

### В сборной
В сборную Кении по регби-7 его порекомендовал тренер по физподготовке «Кения Харлекуин» Джеффри Кимани. Бенджамин Айимба, тренер кенийцев, взял Вилли в состав команды, и тот дебютировал в Гонконгском этапе Мировой серии 2011 года, сыграв за сборную Кении в Мировой серии в сезонах 2011/2012 и 2012/2013. В сезоне 2012/2013 он даже был включён в символическую сборную, а также номинирован на приз лучшего игрока в регби-7 по итогам года, пройдя в итоговую тройку номинантов, но проиграл борьбу новозеландцу Тиму Миккельсону. В 2013 году Вилли Амбака сыграл в Москве на чемпионате мира за кенийцев. Затем он играл на чемпионатах мира по регби-7 ещё дважды, в 2018 и 2022 годах. 26 января 2023 года было сообщено, что Амбака завершает выступления за сборную по регби-7.
В 2014 году его вызвали в сборную по регби-15 на Кубок Африки, который был отбором на чемпионат мира 2015 года, но травма лодыжки снова лишила Вилли возможности сыграть.

## После карьеры
После завершения карьеры игрока Амбака стал учиться на тренера по силовой и физической подготовке, но заявил также о намерении перенести операцию на левом глазе, чтобы вернуть себе зрение.